# Bohoričica
Bohoríčica je slovenska pisava, ki jo je v času reformacije prvi uporabljal slovenski protestant Primož Trubar, avtor prvih dveh slovenskih tiskanih knjig – Abecednika in Katekizma. Pisava se imenuje po Adamu Bohoriču, ki je v knjigi Arcticae horulae (Zimske urice) prvi znanstveno določil pravopisna pravila za to pisavo. V rabi je bila od sredine 16. do sredine 19. stoletja, ko jo je (po neuspelih poskusih z dajnčico in metelčico) zamenjala gajica.
Trubar pri pisanju ni bil povsem dosleden in je isti glas (pa tudi isto besedo) pisal na različne načine. Zlasti veliko različic je uporabljal pri glasu s – pisal ga je kot s, ſ, ss, ſs in ß.
Bohorič je postavil trdnejša pravopisna pravila, ki se od današnjega slovenskega pravopisa ločijo zlasti po pisavi sičnikov in šumnikov:
| velika črka | mala črka | izgovorjava |
| ----------- | --------- | ----------- |
| Z           | z         | c           |
| ZH          | zh        | č           |
| S           | ſ         | s           |
| SH          | ſh        | š           |
| S           | s         | z           |
| SH          | sh        | ž           |

Nekaj opomb:
- Za razliko od sodobne slovenščine, je Bohorič zahteval dosledno pisanje polglasnika s črko e, npr.: pervi, vert, ipd (namesto prvi, vrt,...).
- Bohorič je uvedel tudi pisanje apostrofa pri predlogih, ki se jih piše samo z eno črko, npr.: k'meni, v'shepu, ipd.
- V tabeli vidimo, da se nekatere črke v bohoričici ločijo samo, če so zapisane kot male črke - primerjaj S ſ  in S s. Isto je veljalo tudi za i in j (velika črka je obakrat I), pa tudi za u in v (velika črka je obakrat V). Tak način pisanja je bil v tistem času običajen tudi drugod po Evropi. Pozneje se je tudi v bohoričici uveljavilo ločevanje velikih črk: I-J, U-V in S-Ş (črke S označuje glas z, črka Ş pa običajni s)
- Pozneje so nekateri avtorji uporabljali tudi črko Ę ę, ki je označevala ozki e

Bohoričica je bila v svojem času precej uspešna pisava. Slovencem je omogočala, da so se hitro in z malo truda naučili brati in pisati. Edini problem za bohoričico so predstavljale besede, kjer v izgovorjavi nastopa sičnik v povezavi z glasom h, npr.: izhod, shod, razhuditi se, ipd. Zaradi tega problema je bohoričico pozneje nadomestila gajica.
Na vzhodnoštajerskem jezikovnem prostoru (Prlekija, Slovenske gorice) so uporabili eno različico bohoričice v 18. stoletju. Razlika je toliko, da so vzhodnoštajerski pisci za glas nj pisali kajkavski karakter ny, ki so ga Kajkavci prevzeli iz madžarske abecede. To dobro zrcalijo prve vzhodnoštajerske knjige, kot katekizem Knishize spitavanya téh pet glavnih shtükov (1771) in molitvenik Pripravlanye k-enoi srezhnoi ſmerti (1750).
V času uvajanja prvih računalnikov (ki še niso poznali črk č, š, ž), se je med Slovenci pojavila ideja o obuditvi oziroma posodobitvi bohoričice. V novi bohoričici naj bi pisali šumnike kot ch, sh, zh. Za novo bohoričico se je odločila (na primer) skupina avtorjev, ki ustvarjajo Revijo SRP Arhivirano 2010-03-27 na Wayback Machine.. Nova bohoričica se ni uveljavila zaradi dveh razlogov: 
- ker ostaja odprto vprašanje, kako brati (npr.) besedo shema: kot s-hema (= groba slika) ali kot šema (= neumna oseba)
- ker smo z razvojem tehnike dobili računalnike, ki brez težav obvladajo šumnike.